# I morbinosi
I morbinosi è un'opera teatrale in cinque atti in versi martelliani in dialetto veneziano di Carlo Goldoni, rappresentata per la prima volta durante le ultime sere del Carnevale del 1759 nel Teatro San Luca di Venezia.
Come spiega l'autore nei suoi Mémoires,  morbia nel linguaggio veneto significa allegria, passatempo, divertimento; per cui morbinosi possono chiamarsi le persone di buonumore, i partigiani dell’allegria.
Riguardo all'accoglienza da parte del pubblico, lo stesso Goldoni racconta: la commedia incontrò moltissimo, e fin dalla prima recita aveva due o trecento persone ad applaudirla, onde non poteva mancare di ottenere un ottimo effetto. Con essa appunto si chiuse la stagione.
Con questa commedia il commediografo, prese temporaneo congedo da Venezia per trasferirsi a Roma.

## Trama
Venezia. Un uomo brioso propone un picnic in un giardino dell’isola della Giudecca, pochissimo distante da Venezia: ne nasce una vera e propria festa, con piacevoli aneddoti e siparietti comici.

## Poetica
Scrisse l'autore a proposito di questa commedia: Osservate che non ho introdotte le donne alla tavola. Bacco è troppo amico di Venere. Ho vissuto anch'io in questo Mondo; non sono ancora fra' morti, e so qual effetto può produrre la tavola fra persone di vario sesso. Non parlo della intemperanza, non di quelli che, alterati dal vino, perdono la ragione, ed agiscono come puri animali. M'intendo di una certa tenera confidenza, di una certa libertà che inspira la tavola, della comoda vicinanza all'oggetto, delle finezze che si cambiano e si permettono, delle attenzioni a tempo, delle barzellette allegoriche dall'allegria inspirate, dell'effetto de' cibi, della soavità de' liquori, dell'umanità in cimento. Colà è dove le brutte paiono meno brutte, e le belle più belle; dove brillano le spiritose; dove si arrendono più facilmente le sciocche; dove il cuore s'impegna, e l'occasione si medita. Guai se vi si meschia la gelosia! Guai se l'amante prende a sospettar dell'amico! Guai se la Moglie adocchia il Marito! Guai se i piedi, che non hanno occhi, s'ingannano! .